# Eugene von Guerard

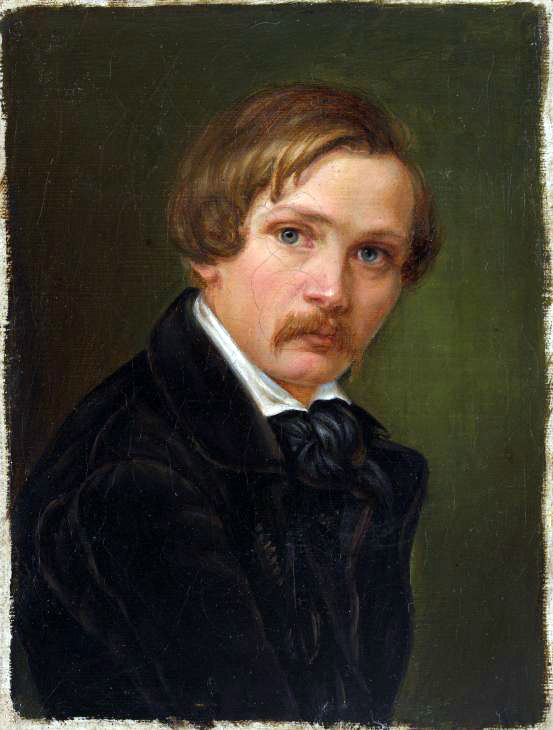
Eugene von Guerard (Friedrich Boser zugeschrieben)

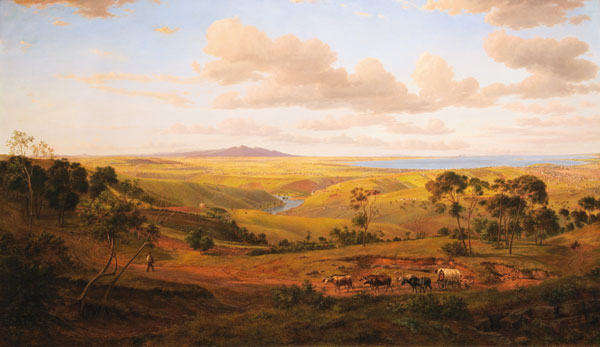
View of Geelong, 1856

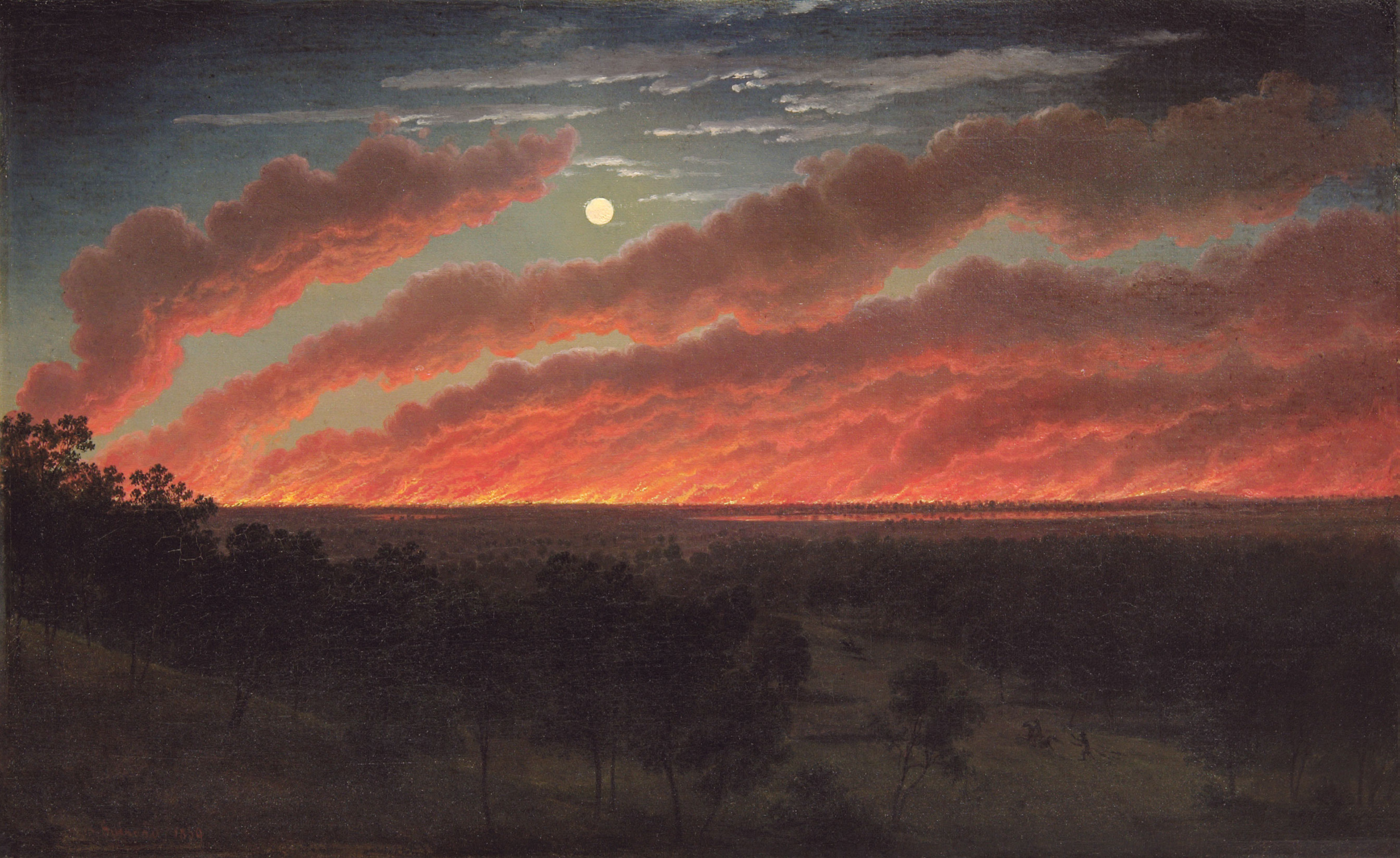
Buschfeuer zwischen Mount Elephant und Timboon, 1857

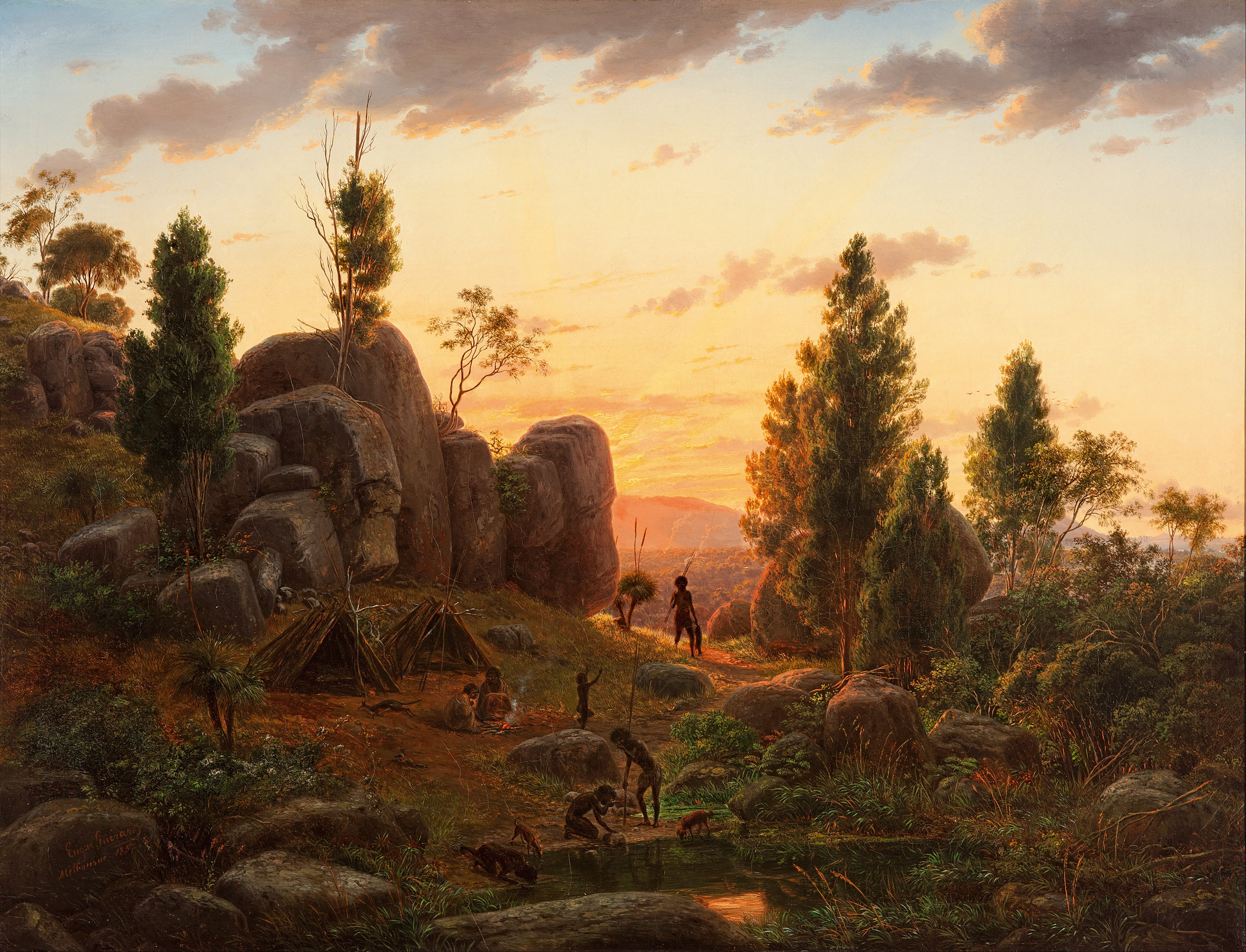
Stony Rises, Lake Corangamite, 1857

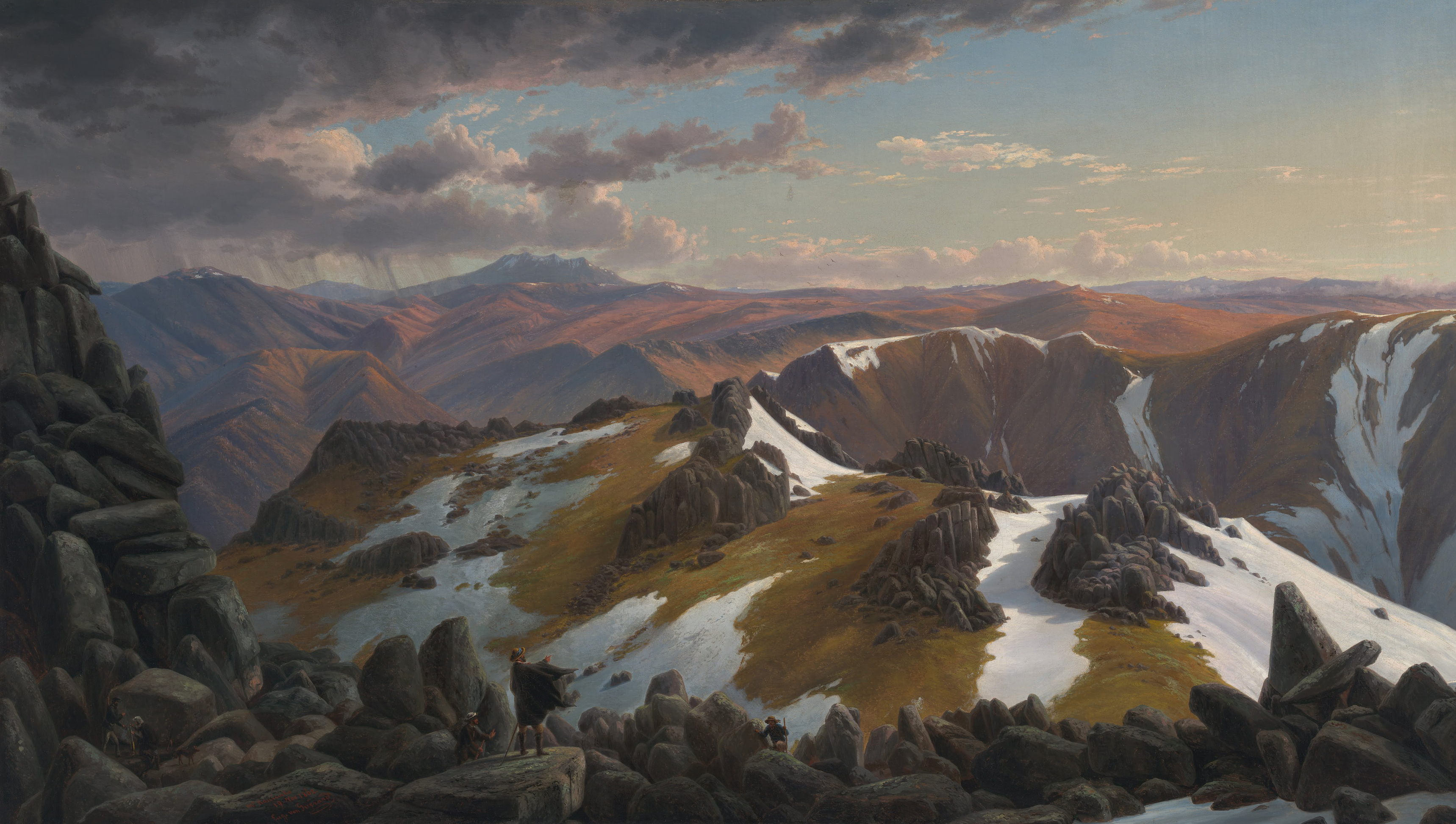
North-east View of the Northern Top of the Mount Kosciusko, 1863

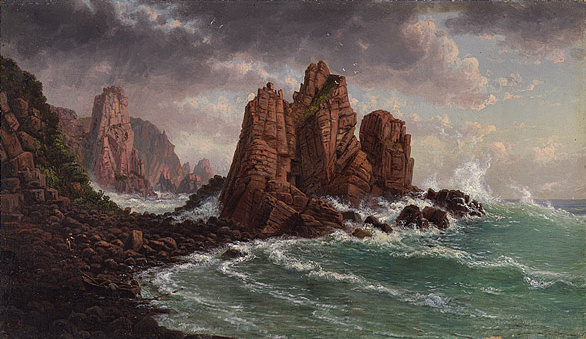
View of the Granite Rocks at Cape Woolamai, 1872

Eugene von Guerard (getauft als Johann Joseph Eugen von Guérard; * 19. November 1811 in Wien; † 17. April 1901 in London) war ein österreichisch-australisch-britischer Maler, der die bedeutendste Zeit seines künstlerischen Schaffens in den Jahren 1852 bis 1882 in Australien verbrachte.

## Künstlerischer Werdegang
Mit seinem Vater Bernhard von Guérard, einem Porträt- und Miniaturmaler des Wiener Hochadels, reiste er durch Italien und kam so in Rom mit den Nazarenern in Kontakt. Von 1838 bis 1851/52 hielt er sich in Düsseldorf auf, wo er an der Kunstakademie Düsseldorf bei Johann Wilhelm Schirmer von 1841 bis 1847 die Landschaftsmalerei vertiefte. 1848 bis 1851/52 war Guerard Mitglied des Künstlervereins Malkasten.
Im heutigen australischen Bundesstaat Victoria, damals eine britische Kronkolonie, betätigte er sich vorübergehend und erfolglos als Goldgräber, nachdem er 1852 bereits im kalifornischen Goldrausch sein Glück versucht hatte. Als Maler hielt er das Leben der Goldgräber in detailreichen Bildern sowie Tagebuchnotizen fest. Nach der Goldgräberei heiratete er am 15. Juli 1854 in der St Francis’ Church Melbourne Louise Arnz (1817–1891) aus Düsseldorf, die Tochter des Verlegers Heinrich Arnz. Seine malerischen Werke, die er während der ausgedehnten Bereisungen in Australien und Neuseeland schuf, teilweise im Zusammenhang mit wissenschaftlichen Expeditionen, verschafften ihm bald den Ruf des führenden Landschaftsmalers in diesen Kolonien. Seine Gemälde wurden in der National Gallery of Victoria ausgestellt. Große Erfolge waren seine Bilder View of Geelong (1856), North-east View from the Northern Top of Mount Kosciusko (1863) und Valley of the Mitta Mitta (1866). An der Nationalgalerie Victorias in Melbourne wurde er 1870 als erster „Master of the School of Painting“ eingestellt. Den Lehrauftrag hatte er danach für elf Jahre bis Ende 1881 inne. Gesundheitliche Gründe hatten die Aufgabe seiner Lehrtätigkeit veranlasst. Frederick McCubbin und Tom Roberts zählten zu seinen Schülern.
1882 zog Guerard nach Europa zurück. Nach dem Tod seiner Frau (1891) verlor er 1893 seine Ersparnisse durch den Zusammenbruch australischer Banken. So starb er verarmt in London. Es überlebte ihn seine einzige Tochter Victoria, die am 4. September 1857 in Melbourne geboren war und am 20. Dezember 1885 in Düsseldorf Reginald Blunt geheiratet hatte.
Guerards Gemälde werden heute gelegentlich auf Auktionen gehandelt. Ein Porträt Guérards, das ihn im Jahr 1838 bedeckt mit einem Fes zeigt, ist in der Freundschaftsgalerie von 57 Einzelbildnissen der Düsseldorfer Malerschüler und ihren Freunden (1835–1845) erhalten.

## Offizielle Ehrungen
Im Jahr 1870 wurde Guerard von Franz Joseph I. der Franz-Joseph-Orden verliehen.